# Division d'Honneur 1913-14
La Primera División de Bélgica 1913/14 fue la 19.ª temporada de la máxima competición futbolística en Bélgica.

## Tabla de posiciones
| Pos | Equipo                    | PJ | PG | PE | PP | GF | GC | Pts | DG  | Notas                               |
| --- | ------------------------- | -- | -- | -- | -- | -- | -- | --- | --- | ----------------------------------- |
| 1   | Daring Club de Bruxelles  | 22 | 16 | 4  | 2  | 69 | 16 | 36  | +53 |                                     |
| 2   | Union Saint-Gilloise      | 22 | 15 | 3  | 4  | 60 | 28 | 33  | +32 |                                     |
| 3   | C.S. Brugeois             | 22 | 13 | 4  | 5  | 48 | 27 | 30  | +21 |                                     |
| 4   | F.C. Brugeois             | 22 | 13 | 1  | 8  | 42 | 31 | 27  | +11 |                                     |
| 5   | Racing Club de Bruxelles  | 22 | 11 | 3  | 8  | 46 | 32 | 25  | +14 |                                     |
| 6   | C.S. Verviétois           | 22 | 9  | 3  | 10 | 38 | 39 | 21  | -1  |                                     |
| 7   | Beerschot                 | 22 | 8  | 3  | 11 | 34 | 42 | 19  | -8  |                                     |
| 8   | R.C. Gantois              | 22 | 8  | 3  | 11 | 31 | 44 | 19  | -13 |                                     |
| 9   | Antwerp F.C.              | 22 | 7  | 3  | 12 | 37 | 54 | 17  | -17 |                                     |
| 10  | A.A. La Gantoise          | 23 | 6  | 3  | 14 | 29 | 53 | 15  | -24 |                                     |
| 11  | Standard Club Liégeois    | 23 | 6  | 1  | 16 | 29 | 53 | 13  | -24 | Descenso a la División de Promoción |
| 12  | Léopold Club de Bruxelles | 22 | 4  | 1  | 17 | 31 | 63 | 9   | -32 | Descenso a la División de Promoción |

Debido a que terminaron empatados en puntos el 10° y 11° lugar, AA La Gantoise y Standard de Lieja jugaron un partido desempate para decidir el segundo descenso, este fue ganado por La Gantoise, relegando así al Liégeois a la División de Promoción.
PJ = Partidos jugados; PG = Partidos ganados; PE = Partidos empatados; PP = Partidos perdidos; GF = Goles a favor; GC = Goles en contra; Pts = Puntos; DG = Diferencia de goles